# 1800 год в музыке

## События
- 16 января — премьера оперы Les Deux Journées, ou Le Porteur d’eau Луиджи Керубини в Théâtre Feydeau в Париже.
- 2 апреля — 1-я симфония Бетховена исполняется впервые в Вене.
- 2 июня — премьера оперы Farmacusa Антонио Сальери в театре Karntnertor в Вене
- 16 октября — премьера оперы Tamerlan Иоганна Фридриха Райхардта в придворной опере Берлина

## Произведения
- Людвиг ван Бетховен — Симфония № 1 До мажор.
- Луиджи Керубини — опера «Два дня» (фр. Les deux journées, в России поставлена под названием «Водовоз»).

## Родились
- 1 января — Иоганн Кулик[англ.] (ум. 1872) — чешский лютнист и мастер музыкальных инструментов
- 11 января — Ламбер Жозеф Меертс (ум. 1863) — бельгийский скрипач и музыкальный педагог
- 14 января — Людвиг фон Кёхель (ум. 1877) — австрийский музыковед, писатель, композитор и учёный
- 24 апреля — Георг Хельмесбергер (ум. 1873) — австрийский скрипач и дирижёр
- 17 мая — Карл Фридрих Цёлльнер (ум. 1860) — немецкий композитор и хоровой дирижёр.
- 17 июля — Иван Падовец (ум. 1873) — хорватский гитарист и композитор
- 4 ноября — Эдуард Брендлер (ум. 1831) — шведский композитор, музыкант-флейтист
- 26 декабря — Густав Вильгельм Тешнер (ум. 1883) — немецкий музыкальный педагог и музыковед
- без точной даты — Николай Корсаков (ум. 1820) — русский поэт, композитор и музыкант

## Скончались
- 28 апреля — Евстигней Фомин (38) — русский композитор
- 7 мая — Никколо Пиччинни (72) — итальянский композитор
- 11 июня — Маргарета Данци (31 или 32) — немецкая оперная певица (сопрано) и композитор
- 3 августа — Карл Фридрих Христиан Фаш (63) — немецкий композитор и клавесинист
- 26 сентября — Уильям Биллингс[англ.] (53) — американский композитор хоровой музыки
- 22 ноября — Теобальд Маршан (58 или 59) — французский и немецкий актёр, певец и театральный деятель